# Francisco Aguabella
Francisco Aguabella (* 10. Oktober 1925 in Matanzas, Kuba; † 7. Mai 2010 in Los Angeles, USA) war ein afro-kubanischer Latin Jazz-Schlagzeuger und Perkussionist.

## Biographie
Aguabella wurde vor allem als Sessionmusiker für Künstler im Rock-, Latin- und Jazzbereich bekannt; Anfang der 1960er Jahre arbeitete er mit Barney Kessel. Von ihm stammen unter anderem die Schlagzeugpassagen auf den Alben Other Voices (1971) der Doors, von Joe Henderson (Canyon Lady, 1973), Mongo Santamaría, Tito Puente, Bobby Hutcherson sowie auf Paul Simons The Rhythm of the Saints von 1990. Auch zusammen mit Dizzy Gillespie und Frank Sinatra trat er auf. Aguabella wohnte zuletzt in Los Angeles. 1992 erhielt er ein „National Heritage Fellowship“ des „National Endowment for the Arts“. An der University of California war er Dozent für afro-kubanisches Schlagzeug.
Dizzy Gillespie sagte über Aguabella: „Aguabella is the John Coltrane of the Conga Drums“.
Aguabella starb im Alter von 84 Jahren an Krebs.

## Diskografische Hinweise
- 1999: Agua de Cuba
- 1999: H2O
- 2002: Cubacan
- 2002: Cantos a los Orishas
- 2004: Ochimini

## Filme
- 1954 – Mambo
- 1985 – Sworn to the Drum: A Tribute to Francisco Aguabella. Regie: Les Blank